# Monopole X89
Der Monopole X89 war ein Sportwagen, der 1956 bei Monopole in Frankreich gebaut wurde.

## Entwicklungsgeschichte
Monopole, der kleine Hersteller von Rennfahrzeugen, der nach dem Zweiten Weltkrieg Rennwagen fast ausschließlich für das 24-Stunden-Rennen von Le Mans in Westfrankreich konstruierte und baute, verstärkte nach dem 24-Stunden-Rennen von Le Mans 1955 die bereits bestehende Verbindung mit Panhard. Nach dem fatalen Unfall hatte Paul Panhard beschlossen, sich mit Panhard & Levassor ganz vom Rennsport zurückzuziehen.
In Poissy arbeiteten neben den Eigentümern Jean und Pierre Hémard sowie deren Rennleiter und Chefkonstrukteur Jean de Montrémy nur acht Personen. Zu ihnen stießen nun die Panhard-Techniker Pierre Durand und Louis Delagarde mit weiterem Hilfspersonal und Material. Die Übereinkunft besagte, dass Monopole weiterhin für die Karosserien, den Einsatz der Wagen und das Engagement der Fahrer verantwortlich war. Panhard übernahm den Bau der kompletten Technik, von den Fahrgestellen bis zu den Motoren.
Der X89 war eine Weiterentwicklung des X86 und X88. Ziel war es, mit dem Rennwagen in die GT-Klasse im internationalen Sportwagensport einzusteigen. Um eine Homologation zu erreichen, war die Produktion von 200 Fahrzeugen nachzuweisen, ein viel zu hoch gestecktes Ziel, das weit verfehlt wurde. Der Wagen hatte zwar eine formschöne, aerodynamische Karosserie, die aber viel zu schwer war. Für das schwere Fahrzeug war der 0,7-Liter-2-Zylinder-Panhard-Boxermotor auch zu leistungsschwach. Das Projekt wurde wieder aufgegeben.

## Renneinsätze
Der X89 kam nur dreimal zum Einsatz, jedes Mal in Le Mans. 1956 fuhren Pierre Hémard und Pierre Flahault den Wagen. In der siebten Rennstunde kam es zum Motorschaden und das Team musste aufgeben. 1957 bestritt Hémard das Rennen gemeinsam mit Pierre Chancel. Der 18. Rang in der Gesamtwertung war gleichzeitig der dritte Endrang in der Klasse für Sportwagen bis zu einem Hubraum von 0,7 Liter, hinter dem Lotus Eleven von Cliff Allison/Keith Hall und dem DB HBR von Louis Cornet und Henri Perrier.
Den letzten Einsatz gab es 1958. Gefahren von Maurice van der Bruwaene und Jacques Lefourel fiel der Wagen diesmal durch Getriebeschaden aus.